# Земландская наступательная операция
Земла́ндская наступа́тельная опера́ция — наступательная операция 3-го Белорусского фронта во взаимодействии с Балтийским флотом, проведённая с 13-го по 25-е апреля 1945 года в ходе Восточно-Прусской операции. Является составной частью Восточно-Прусской операции.

## Предпосылки операции
После завершения Кенигсбергской операции были созданы благоприятные условия для разгрома оставшейся группировки немецко-фашистских войск в Восточной Пруссии на Земландском полуострове, где противник организовал сильную оборону, в систему которой входила крепость Пиллау.

## Силы сторон

### Оперативная группа «Земланд» (Германия)
Действовавшая против советских войск оперативная группа «Земланд» состояла из пехотных и танковой дивизий, нескольких отдельных частей фольксштурма и насчитывала 65400 солдат и офицеров, 1204 орудия и миномета, 166 танков:
- 26-й армейский корпус:
  - 1-я пехотная дивизия;
  - 21-я пехотная дивизия;
  - 58-я пехотная дивизия;
  - 5-я танковая дивизия;
  - 28-я егерская дивизия;
  - 561-я гренадерская дивизия.
- 55-й армейский корпус:
  - 50-я пехотная дивизия;
  - 286-я охранная дивизия;
  - 558-я гренадерская дивизия.
- 9-й армейский корпус:
  - 93-я пехотная дивизия;
  - 95-я пехотная дивизия;
  - 14-я пехотная моторизованная дивизия;
  - 551-я гренадерская дивизия;
  - Дивизия «Великая Германия»;
  - 502-й тяжёлый танковый батальон;
  - 505-й тяжёлый танковый батальон.

### Земландская группа войск3-го Белорусского фронта
Для проведения операции командование 3-го Белорусского фронта выделило часть Земландской группы войск в составе:
- 2-я гвардейская армия:
  - 11-й гвардейский стрелковый корпус (2, 3 и 32 гв. сд),
  - 60-й стрелковый корпус (154, 251, 334 сд),
  - 103-й стрелковый корпус (115, 182, 325 сд),
  - части армейского подчинения: 150 пабр, 1 гв. иптабр, 14 иптабр, 113 гв. иптап, 483 минп, 54 гв. зенап, 1530 зенап, 1490 сап, 30 исбр, 186 орро
- 11-я гвардейская армия:
  - 8-й гвардейский стрелковый корпус (5, 26 и 83 гв. сд),
  - 16-й гвардейский стрелковый корпус (1, 11 и 31 гв. сд),
  - 36-й гвардейский стрелковый корпус (16, 18 и 84 гв. сд),
  - части армейского подчинения: 12 гв. пабр (4 гв. тпад), 149 пабр, 106 габр БМ (15 адп), 56 гап, 523 кап (16 гв. ск), 1093 кап (8 гв. ск), 1165 кап (36 гв. ск), 316, 328, 329, 330 оадн ОМ, 21, 23 иптабр, 551 иптап, 29 тминбр, 545, 549 минп, 21 гв. мбр, 67 и 307 гв. мп, 2 зенад (1069, 1086, 1113, 1117 зенап), 1280 зенап, 8 овпдаан, 23 гв. тбр, 260 гв. тпп, 338 и 348 гв. тсап, 9 шисбр, 66 исбр, 11, 519 ооб,174 орро, 43 ооб;
- 5-я армия:
  - 45-й стрелковый корпус (157, 159, 184 сд),
  - 65-й стрелковый корпус (97, 144, 371 сд),
  - 72-й стрелковый корпус (63, 215, 277 сд)
  - части армейского подчинения: 15 гв. пабр, 696 иптап, 283 минп, 726 зенап, 953, 954, 958 сап, 6 одн брп, 63 исбр, 18 ооб;
- 39-я армия:
  - 5-й гвардейский стрелковый корпус (17, 19 и 91 гв. сд),
  - 94-й стрелковый корпус (124, 221, 358 сд),
  - 113-й стрелковый корпус (192, 262, 338 сд),
  - части армейского подчинения: 139 пабр, 64 гап, 610 иптап, 555 минп, 326 гв. мп, 67 зенад (1982, 1986, 1990, 1994 зенап), 621, 1481 зенап, 28 гв. тбр, 378 гв. тсап, 735, 927, 1197 сап, 32 исбр
- 43-я армия:
  - 13-й гвардейский стрелковый корпус (24, 33 и 87 гв. сд),
  - 54-й стрелковый корпус (126, 235, 263 сд),
  - 90-й стрелковый корпус (26, 70, 319 сд),
  - части армейского подчинения: 4 гв. тпад (11 и 14 гв. пабр), 37 гв. пабр, 75, 245 оадн ОМ, 759 иптап, 8 тминбр, 118 минп, 42 и 95 гв. мп, 1626 зенап, 153 тбр, 253 инж. тп (4 шисбр), 513 огнём. отп (4 шисбр), 1402, 1491 сап, 4 шисбр, 28 исбр, 13, 14, 33 ооб.

| - 1-я воздушная армия: - 6-й бомбардировочный авиационный корпус - 326-я бомбардировочная авиационная дивизия, - 334-я бомбардировочная авиационная дивизия, - 6-я гвардейская бомбардировочная авиационная дивизия, - 276-я бомбардировочная авиационная дивизия, - 1-я гвардейская штурмовая авиационная дивизия, - 182-я штурмовая авиационная дивизия, - 277-я штурмовая авиационная дивизия, - 311-я штурмовая авиационная дивизия, - 129-я истребительная авиационная дивизия, - 130-я истребительная авиационная дивизия, - 240-я истребительная авиационная дивизия, - 303-я истребительная авиационная дивизия, - 330-я истребительная авиационная дивизия, - 213-я ночная бомбардировочная авиационная дивизия, - 406-й ночной бомбардировочный авиационный полк, - 10-й отдельный разведывательный авиационный полк, - 90-й отдельный разведывательный авиационный полк, - 117-й корректировочный разведывательный авиационный полк, - 151-й корректировочный разведывательный авиационный полк, - 142-й транспортный авиационный полк, - 1-й санитарный авиационный полк, - 354-й авиационный полк связи, - 1-й французский истребительный авиационный полк «Нормандия», - зенитно-артиллерийские полки: 1551, 1552, 1553, 1565, 1600, 1602, 1608 зенап. | - 3-я воздушная армия: - 11-й истребительный авиационный корпус - 5-я гвардейская истребительная авиационная дивизия, - 190-я истребительная авиационная дивизия, - 3-я гвардейская бомбардировочная авиационная дивизия - 314-я ночная бомбардировочная авиационная дивизия, - 211-я штурмовая авиационная дивизия, - 335-я штурмовая авиационная дивизия, - 259-я истребительная авиационная дивизия, - 6-й гвардейский штурмовой авиационный полк, - 11-й отдельный разведывательный авиационный полк, - 206-й корректировочный разведывательный авиационный полк, - 87-й санитарный авиационный полк, - 763-й транспортный авиационный полк, - 399-й авиационный полк связи, - зенитно-артиллерийские полки: 1556, 1557, 1558, 1604 зенап. |

Группировка насчитывала 111455 солдат и офицеров 3022 орудий и минометов 824 танков.

## Замысел операции
Замыслом командования советских войск предусматривалось ударом основных сил 5-й и 39-й армий из района северо-западнее Кенигсберга в общем направлении на Фишхаузен рассечь группировку противника и уничтожить её по частям. Одновременно силами 2-й гвардейской армии и 43-й армии нанести вспомогательные фланговые удары. Для завершения разгрома противника в районе Пиллау предназначалась 11-я гвардейская армия, составлявшая 2-й эшелон фронта. Балтийский флот должен был прикрывать приморские фланги фронта, поддерживать наступление сухопутных войск и не допускать эвакуации вражеских войск морем.

## Ход операции

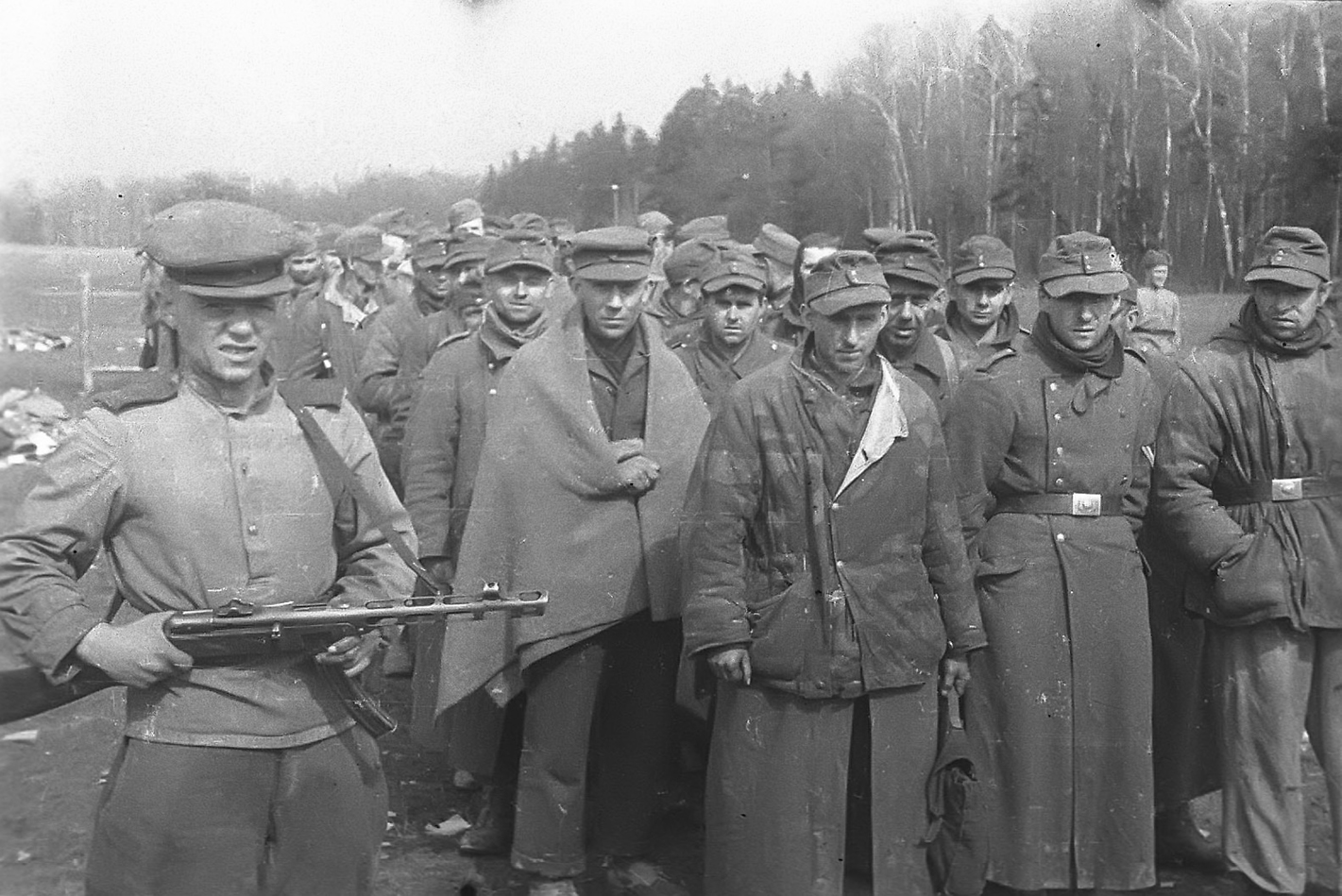
Захваченные в плен солдаты и офицеры Вермахта

Операция началась 13 апреля 1945 года переходом в наступление войск ударной группировки Земландской группы войск при авиационной поддержке 1-й и 3-й воздушных армий. К исходу первого дня боёв советские войска продвинулись на 3-5 км, взяв плен свыше 4000 человек. 14 апреля противник начал отводить свои войска к Пиллау. 16 апреля Балтийский флот с 3 бронекатеров высадил тактический десант на дамбу Циммербуде Кёнигсбергского канала (рота 260-й отдельной бригады морской пехоты, до 100 бойцов), что создало благоприятные условия для наступления войск фронта вдоль побережья залива Фришес-Хафф.
17 апреля войска Земландской группы войск овладели основным узлом сопротивления противника — городом Фишхаузен (ныне город Приморск Калининградской области). Остатки оперативной группировки противника «Земланд» отступили в район Пиллау.
20 апреля в сражение была введена 11-я гвардейская армия, которая к исходу 25 апреля овладела Пиллау.
После разгрома основных сил группы «Земланд» противник продолжал удерживать в своих руках лишь косу Фрише-Нерунг, бои по освобождению которой продолжались до 8 мая, а 9 мая более 22000 солдат и офицеров сложили оружие. Земландская наступательная операция завершила наступление советских войск в Восточной Пруссии.

## Итоги операции
- Полный разгром оперативной группы немецко-фашистских войск «Земланд»: разгромлены и уничтожены 25 дивизий и три бригады[5]
- Полностью освобождена территория нынешней Калининградской области[5].
- Соединения и части, отличившиеся в боях за освобождение Пиллау, были награждены орденами.
- Войскам за овладение последним опорным пунктом обороны немцев на Земландском полуострове городом и крепостью Пиллау — крупным портом и военно-морской базой немцев на Балтийском море[6] приказом ВГК от 25 апреля 1945 г. объявлена благодарность и в Москве дан салют двадцатью артиллерийскими залпами из двухсот двадцати четырёх орудий.

## Память
О событиях того времени снят фильм о боевых действиях на косе Фрише-Нерунг.